# Cedar Crest (Oklahoma)
Cedar Crest – jednostka osadnicza w Stanach Zjednoczonych, w stanie Oklahoma, w hrabstwie Mayes.